# Бартусувна, Мария
Мария Мирослава Бартусу́вна (пол. Maria Mirosława Bartusówna; 10 января 1854, Львов — 5 ноября 1885, там же) — польская поэтесса, прозаик и драматург.

## Биография
Родилась в семье художника. Росла в тяжёлых материальных условиях. Рано осталась сиротой. Воспитывалась под опекой родственников.
Одинокая, лишённая контактов с ровесниками, много читала и со временем сама стала писать стихи. В 15-летнем возрасте Мария оставила родственников и отправилась в Коломыю, чтобы получить профессию и найти работу. Здесь познакомилась с активистами общества по развитию образования, журналистами и литераторами. Занялась просветительской деятельностью, участвовала в спектаклях любительского театра.
Литературный успех, однако, не приносил поэтессе достаточных средств к существованию, и в 1876 году М. Бартусувна присоединилась к движению сторонников педагогических идей Фрёбеля. С 1876 по 1878 годы работала в детских приютах. Сдав экзамены, в 1878—1882 работала народным учителем в сельских школах. Слабое здоровье и тяжёлые условия работы заставили её вернуться во Львов, где М. Бартусувна сотрудничала с рядом польских журналов и газет, в частности, «Dziennik Mód» (Краков), «Tydzień» (Львов) и «Ognisko Domowe» (Варшава).
В конце жизни страдала от туберкулёза. Умерла во Львове и похоронена на Лычаковском кладбище.

## Творчество
В 1870 году появилась первая публикация её стихов. Поэтические произведения М. Бартусувны стали печататься в газетах и журналах Галиции. В 1876 году во Львове в издательстве В. Белзы вышел дебютный томик «Поэзия».
Поэзия М. Бартусувны была отражением её личной жизни — тяжёлыми утратами, трудными условиями жизни, болезнями, горем. Стихи в духе романтизма написаны ею под влиянием творчества Юлиуша Словацкого. Последняя поэма «Czarodziejska fujarka» (1884) — аллегория различных слоёв людей, борющихся друг с другом и отчаявшихся от беспомощности.
Важное место в творчестве поэтессы занимает патриотическая тема — М. Бартусувна выросла в атмосфере национального траура после поражения польского январского восстания 1863 года, живо интересовалась судьбой повстанцев, борьбой за независимость Польши. Повстанческой теме были посвящены стихи «Три картины Сибири» (пол.Trzy obrazy Sybiru), «Сон повстанца» (Sen powstańca), «В двадцатую годовщину январского восстания» (W dwudziestą rocznicę powstania styczniowegо) и др.
В работах поэтессы также звучали украинские темы, такие, как в стихотворении «Опришек» (Opryszek, 1876), действие которого разворачивается на Гуцульщине.

## Избранная библиография
М. Бартусувна — автор поэтических и прозаических произведений, поэм, стихов, новелл, сказок.
- «Trzy obrazy Sybiru» (Поэма, 1880)
- «Czarodziejska fujarka» (Поэма, 1884)
- «Duch ruin» (повесть, 1885)
- «Wanda» (драма) и др.